# Jan Maas (żeglarz)
Jan Maas (ur. 2 kwietnia 1911 w Batavii, zm. 31 grudnia 1962 w Nowym Jorku) – holenderski żeglarz, olimpijczyk.
Na regatach rozegranych podczas Letnich Igrzysk Olimpijskich 1932 wystąpił w klasie Star zajmując 6 pozycję. Załogę jachtu Holland tworzył wraz z bratem Adriaanem.